# Ангкор-Тхом

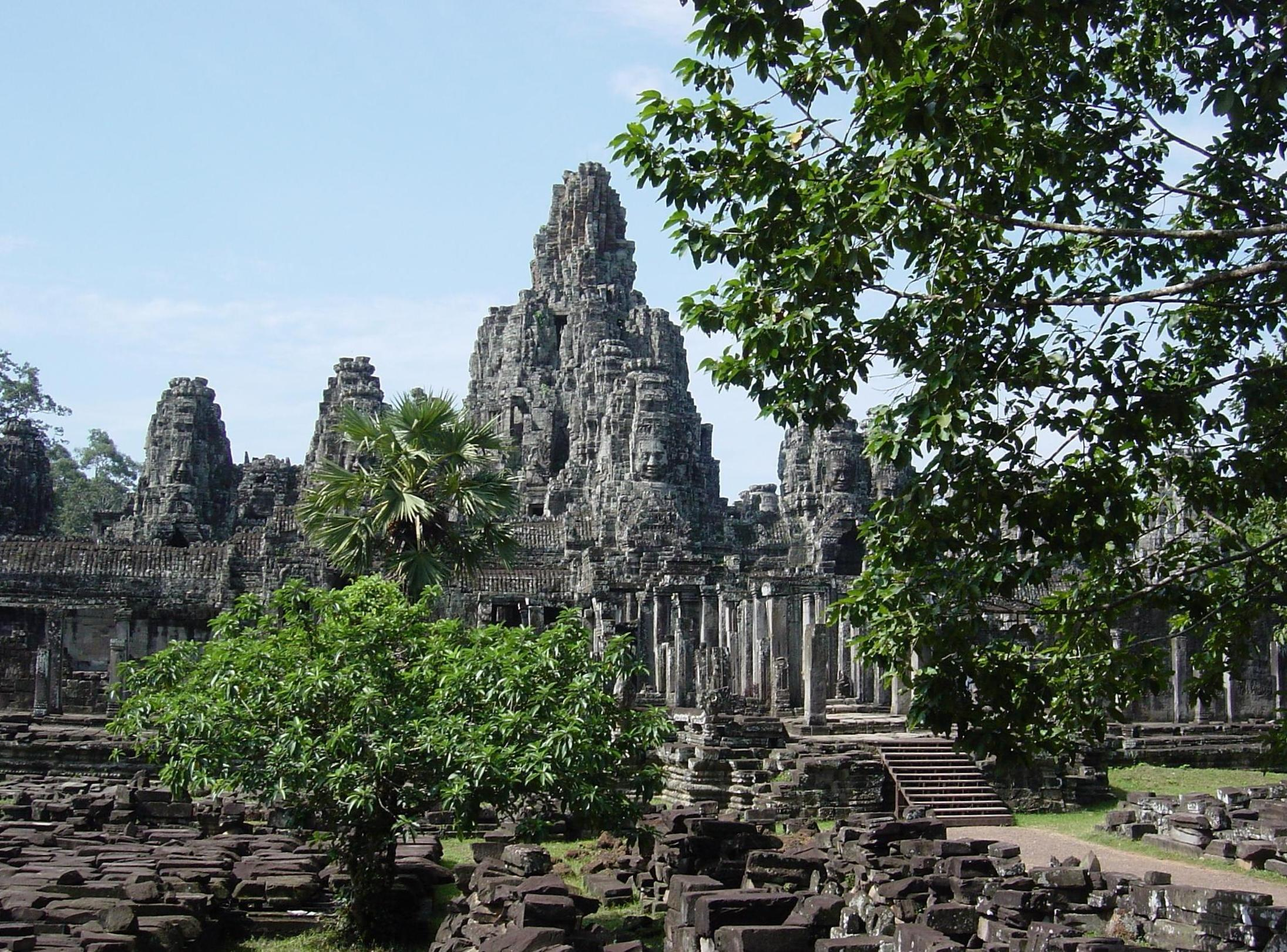

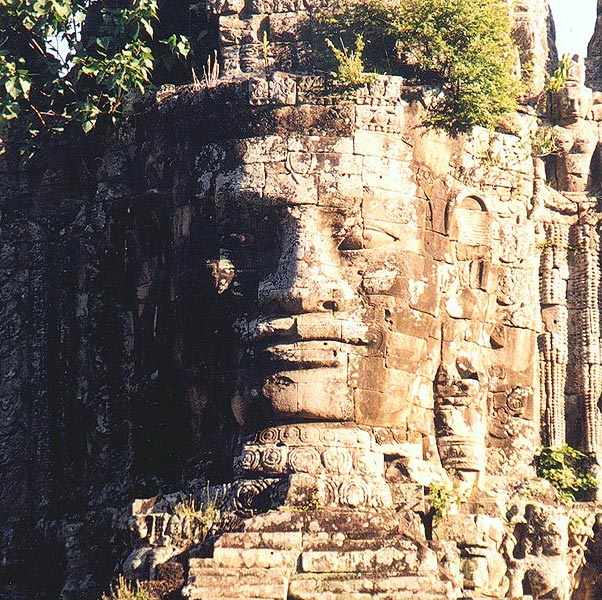
Південна брама міста

Ангкор-Тхом, також Ангкортхом (кхмер. អង្គរធំ  [ ʔɑŋkɔ: tʰom ] , букв. «велика столиця») — столиця кхмерської імперії у XII — першої половини XV століття (тепер територія Камбоджі). Побудована у 1177 році, під час правління Джаявармана VII на місці зруйнованої в результаті війни з Чампою колишньої столиці — Яшодхарапури. 
У 1431 році місто було взято тайцями. Незважаючи на те, що незабаром Понья Яту при підтримці населення вдалося повністю очистити Ангкор (а потім і країну) від залишків тайських військ, у 1434 році столиця була перенесена в Пномпень. Все ж, досить укріплений, Ангкор став основною фортецею країни на заході і залишився релігійним центром держави. 
За словами Х. Штерліна, місто складалося з 144 пад зі стороною 246 метрів, кожна з яких займала площу 60516 м². Населення Ангкора в період розквіту могло сягати мільйона жителів. 
Комплекс споруд, що відображають небо на землі, включає в себе Ангкор-Тхом, Та-Пром (1186), Бантей-Кідей (який вважають найбільш раннім з його храмів), Неак-Пеан, Та-Сом, Сра-Сранг, Пра-Хан (1191) та останній — яскравий і значний Байон, завершений в 1219 році. 
Тепер Ангкор і храмові комплекси Ангкор-Тхом, Ангкор-Ват та інші, що входять до його складу, є історичним заповідником. 
Одним з храмів Ангкор-Тхому є Бапуон.